# Porella peristomata
Porella peristomata är en mossdjursart som först beskrevs av Nordgaard 1905.  Porella peristomata ingår i släktet Porella och familjen Bryocryptellidae. Inga underarter finns listade i Catalogue of Life.